# Алексеј Нешовић
Алексеј Нешовић (Сарајево, 14. март 1985) бивши је босанскохерцеговачки и српски кошаркаш. Играо је на позицији плејмејкера.

## Каријера
Нешовић је рођени Сарајлија, од седме године је живео у Краљеву, а 1997. године се преселио у Београд где је направио прве кошаркашке кораке под надзором тренера Слободана Клипе у Беопетролу.
Нешовић је професионалну каријеру започео у Црвеној звезди под патронатом Змагослава Сагадина у сезони 2002/03. Ту је провео три године, а на крају је позајмљен екипи нишког Ергонома. Од српских тимова, наступао је још за чачански Борац, вршачки Хемофарм, крагујевачки Раднички, ОКК Београд, зрењанински Пролетер и Нови Пазар. Променио је велики број клубова и у иностранству: најпре је заиграо за Лудвигсбург (Немачка), потом Фуенлабраду (Шпанија), Алијагу (Турска), Олимпијаду (Грчка), Проком (Пољска), АЕК Ларнака (Кипар), Лирија, Кожув и МЗТ Скопље (Македонија) као и АБА лигаше: Загреб, Олимпију и Будућност.
Био је стандардни репрезентативац Босне и Херцеговине од 2007. године. Са њима је играо на Европском првенству 2011. у Литванији.

## Успеси

### Клупски
- Црвена звезда:
  - Куп Радивоја Кораћа (1) : 2004.

- Унион Олимпија:
  - Првенство Словеније (1): 2008/09.
  - Куп Словеније (1): 2009.

- Будућност:
  - Првенство Црне Горе (1): 2010/11.
  - Куп Црне Горе (1): 2011.

- МЗТ Скопље:
  - Куп Македоније (1): 2018.